# Tubereca biharaguana
Genre
Espèce
Tubereca biharaguana, unique représentant du genre Tubereca, est une espèce d'opilions laniatores de la famille des Assamiidae.

## Distribution
Cette espèce est endémique du Rwanda. Elle se rencontre vers Biharagu.

## Description
Le mâle holotype mesure 3,8 mm.

## Étymologie
Son nom d'espèce lui a été donné en référence au lieu de sa découverte, Biharagu.

## Publication originale
- Kauri, 1985 : « Opiliones from Central Africa. » Annalen - Koninklijk Museum voor Midden-Afrika, vol. 245, p. 1–168.